# Plexippini
Plexippini è una tribù di ragni appartenente alla sottofamiglia Plexippinae della famiglia Salticidae dell'ordine Araneae della classe Arachnida.

## Distribuzione
I 27 generi oggi noti di questa tribù hanno un'ampia diffusione in Africa, Asia e America meridionale; il genere Plexippus è addirittura cosmopolita.

## Tassonomia
A dicembre 2010, gli aracnologi riconoscono 27 generi appartenenti a questa tribù:
- Afrobeata Caporiacco, 1941 — Africa (3 specie)
- Alfenus Simon, 1902 — Africa centrale e occidentale (2 specie)
- Anarrhotus Simon, 1902 — Malaysia (1 specie)
- Artabrus Simon, 1902 — da Singapore alle Filippine, Isole Gilbert (3 specie)
- Burmattus Prószynski, 1992 — dal Myanmar al Giappone (3 specie)
- Dasycyptus Simon, 1902 — Africa (2 specie)
- Dexippus Thorell, 1891 — India, Sumatra, Taiwan (3 specie)
- Giuiria Strand, 1906 — Etiopia (1 specie)
- Malloneta Simon, 1902 — Africa occidentale (1 specie)
- Pancorius Simon, 1902 — Asia meridionale, Regione paleartica (26 specie)
- Paraplexippus Franganillo, 1930 — Cuba (2 specie)
- Penionomus Simon, 1903 — Pakistan, Nuova Caledonia (3 specie)
- Pharacocerus Simon, 1902 — Africa, Madagascar (7 specie)
- Plexippoides Prószynski, 1984 — Asia, Mediterraneo (18 specie)
- Plexippus C. L. Koch, 1846 — cosmopolita (35 specie)
- Pochyta Simon, 1901 — Africa, Madagascar (14 specie)
- Pseudamycus Simon, 1885 — dall'India alla Nuova Guinea (10 specie)
- Pseudoplexippus Caporiacco, 1947 — Tanzania (1 specie)
- Ptocasius Simon, 1885 — Asia (12 specie)
- Schenkelia Lessert, 1927 — Africa (4 specie)
- Taivala Peckham & Peckham, 1907 — Borneo (1 specie)
- Tamigalesus Zabka, 1988 — Sri Lanka (1 specie)
- Telamonia Thorell, 1887 —  Asia e Africa (36 specie)
- Thiratoscirtus Simon, 1886 — Africa, America meridionale (7 specie)
- Wesolowskana Koçak & Kemal, 2008 — Isole Capo Verde (2 specie)
- Yaginumaella Prószynski, 1979 — Russia, Bhutan, Nepal, Cina, Giappone (38 specie)
- Yogetor Wesolowska & Russell-Smith, 2000 — Tanzania (1 specie)